# Le Mal d'André
Le Mal d'André est une nouvelle de Guy de Maupassant, parue en 1883.

## Historique
Le Mal d’André est initialement publiée dans la revue Gil Blas du 24 juillet 1883, sous pseudonyme Maufrigneuse, puis dans le recueil Les Sœurs Rondoli.
La nouvelle est dédiée à Edgar Courtois, chroniqueur au journal La Vie parisienne.

## Résumé
Mathilde Moreau est mariée à un notaire, épouse délaissée, elle a pris le Capitaine Étienne Sommerive comme amant.
M. Moreau étant en déplacement pour une semaine, et après des mois d'amour platonique, Sommerive a prévu de posséder enfin totalement sa maîtresse et la rejoint chez elle. Le premier soir, les amants n’ont pas le temps d'atteindre le lit que le petit André (le fils des Moreau) se met à hurler dans la chambre voisine. La mère, ayant peur qu'il réveille la nourrice, le prend dans son lit et le calme et va reposer l'enfant dans son berceau avec des précautions infinies. Fou d'amour, le capitaine enlace à nouveau Mathilde, mais l'enfant se met à hurler à nouveau. Mathilde s'élance et rapporte son fils dans son lit. Il redevient muet. A la grande consternation de Sommerive, la scène se répète trois fois, et il doit partir à l'aurore, insatisfait et furieux. Mathilde lui promet de le recevoir encore, le soir même.
Le deuxième soir, même scène : l’enfant se met à nouveau à hurler et Mathilde le prend à nouveau dans son lit. Excédé, Sommerive se met discrètement à pincer partout le corps du malheureux petit André qui hurle de plus belle. Mathilde, qui ne s'aperçoit de rien, ne parvient pas à calmer son enfant que le capitaine continue à pincer en cachette. Celui-ci lui suggère d'une voix douce : « Essayez donc de le reporter dans son berceau ; il s'apaisera peut-être ». L'enfant rentré dans son lit se tait et, dans la chambre de Mathilde redevenue tranquille, le capitaine est enfin heureux. Le lendemain, André pleure, Sommerive le pince à nouveau, et au bout de quatre jours l'enfant ne pleure plus pour aller dans le lit maternel. 
Quand le notaire rentre et voit le corps de son fils rempli de marbrures violettes, il demande des comptes à sa femme. Elle découvre et comprend avec horreur ce qu'a fait son amant, mais dit à son mari que la faute doit revenir à la « misérable nourrice qui pince le petit pour le faire taire quand il crie ». M. Moreau la chasse et depuis, elle n’a pas retrouvé de place.

## Éditions
- Le Mal d’André, dans Maupassant, Contes et Nouvelles, tome I, texte établi et annoté par Louis Forestier, éditions Gallimard, Bibliothèque de la Pléiade, 1974  (ISBN 978 2 07 010805 3).